# 摩根菲尔德 (肯塔基州)
摩根菲尔德（英語：Morganfield），是美国肯塔基州的一座城市。建立于1870年，面积约为7.8平方公里（3平方英里）。根据2010年美国人口普查，该市的人口为3,285人。